# Szigligeti Színház (Szolnok)
A Szigligeti Színház színház és színtársulat Szolnokon. A város állandó kőszínházát 1912-ben adták át, míg önálló társulattal 1954 óta rendelkezik.

## Története

### Előzmények
Szolnokon 1822 telén volt az első színielőadás, Szilágyi Pál társulata tartotta. 1860-ig egy pajta adott otthont az erre járó vándortársulatoknak. 1879 októberében Sípos Orbán akkori alispán kezdeményezésére megalakult a Szolnoki Színügy-Gyámolító Egylet, más néven színügyi bizottság. A bizottság feladata volt ettől az évtől kezdve, hogy a feltételeket megteremtse a színjátszáshoz, helyet, szállást biztosítson. Az előadásokat akkor már a Scheftsik-kertben épült faszínházban tartották, amit táncteremnek is használtak. A faszínházat hamarosan felváltotta egy „kőszínház”, amit 1894. április 25-én avattak fel.
Később csendőrlaktanya lett az épületből.
1912 áprilisáig nem volt állandó helye a színháznak. A döntés egy állandó épületről, már megvolt és végre hozzá kezdtek az építéshez. Az épületet Spiegel Frigyes és Englerth Károly budapesti műépítészek tervezték, Bede Antal szolnoki építész vezetésével építették föl. A „kőszínház” – a Szolnoki Városi Színház – felavatása 1912. április 20-án történt. Az 1920-as években a nyolcszáz személyes színház már felújításra szorult. A román csapatok ágyúitól megsérült az épület, a felújításra 1926-27 közt került sor. Egy figyelemre méltó változás történt, a fűtést a Tisza-szálló 54 °C-os termálvízével oldották meg. 1944-ben Szolnokot szőnyegbombázás érte, ami a színház épületét sem kímélte, még 1946-ban sem volt teteje. Az 1912-ben elkészült épület a hanyag kivitelezés és rossz minőségű anyagok miatt többször fel kellett újítani. 1960-ra már olyan állapotban volt, hogy rekonstrukció vált szükségessé. Az átépítést 1963-ban fejezték be. Ennek ellenére 1989-ben az épületet életveszélyessé nyilvánították.

### Napjainkban
A jelenlegi teljesen felújított, átalakított, mind belsőleg, mind külsőleg teljesen átépített épület építésztervezője Siklós Mária, a belsőépítésze Schinagl Gábor volt. Az új színházat 1990. április 11-én avatták fel. 2018 szeptemberében ismét döntés született az épület felújításáról, melyre a kormányhatározat két ütemben mintegy 4 milliárd forintos összeget irányoz elő. A felújítás tervezett befejezése 2020-ban volt esedékes.
A Szigligeti Színház színi-körzeti beosztással, befogadó színházként működött egészen 1954-ig, az önálló társulat megalakulásáig, 1949-ig a kecskeméti, majd 1952–54 közt a békéscsabai társulattal közösen.
A színház Szigligeti Ede nevét 1954-ben vette fel, mikor önállósult. Első igazgatója Keres Emil volt. 1959–1971 közt Berényi Gábor vezette. 1972-től Székely Gábor igazgatta a társulatot: ekkor vált a hazai színjátszás jelentős helyévé. Színvonalas bemutatók, sok ismert színész játszott itt az elmúlt időszakban. Itt volt többek közt Örkény István Macskajáték című drámájának ősbemutatója. 1978-ban ismét igazgatóváltásra került sor: a színházat Kerényi Imre vezette két évig. 1980-tól Lengyel Boldizsár került az igazgatói székbe. Őt követte 1985-ben Schwajda György, 1992-ben Spiró György, 2007-ig Szikora János, 2007-től pedig Balázs Péter. 2021-től Barabás Botond vezeti a színházat.
A Színházi adattárban regisztrált bemutatók száma: 908. Ugyanitt ötszázhatvannyolc fénykép is látható.

## A színház igazgatói
|  | Keres Emil (1954–1956)        |
|  | Prókai István (1956–1959)     |
|  | Berényi Gábor (1959–1971)     |
|  | Vass Károly (1971–1972)       |
|  | Székely Gábor (1972–1978)     |
|  | Schwajda György (1978)        |
|  | Kerényi Imre (1978–1980)      |
|  | Lengyel Boldizsár (1980–1985) |
|  | Schwajda György (1985–1992)   |
|  | Spiró György (1992–1995)      |
|  | Schwajda György (1995–2000)   |
|  | Vass Lajos (2000–2002)        |
|  | Szikora János (2002–2007)     |
|  | Balázs Péter (2007–2021)      |
|  | Barabás Botond (2021–)        |

## Társulat (2024/2025)

### Vezetés
Igazgatóː Barabás Botond

### Színészek
- Bíró Panna Dominika
- Csákvári Krisztián
- Cseke Lilla Csenge
- Dósa Mátyás
- Gombos Judit
- Hajdu T. Miklós
- Horváth Gábor
- Horváth György
- Karczag Ferenc
- Kertész Marcella
- Lugosi Claudia
- Mészáros István
- Mészáros Martin
- Molnár László
- Molnár Nikoletta
- Mucsi Zoltán
- Ónodi Gábor
- Pertics Villő
- Polgár Kristóf
- Radó Denise
- Sárvári Diána
- Tárnai Attila
- Vándor Attila
- Zelei Gábor

## Örökös tagok
- Császár Gyöngyi
- Czakó Jenő
- Gombos Judit
- Sebestyén Éva

## A társulat tagjai voltak
- Andaházy Margit
- Andai Kati
- Bürös Gyöngyi
- Bángyörgyi Károly
- Benedekffy Katalin
- Bodnár Erika
- Bókai Mária
- Czakó Jenő
- Czibulás Péter
- Csomós Mari
- Fonyó István
- Gyöngyössy Katalin
- György László
- Győri Ilona
- Győry Emil
- Győző László
- Gyulányi Eugénia
- Halász László
- Hegedűs Ágnes
- Holl István
- Hollósi Frigyes
- Huszár László
- Ivánka Csaba
- Kátay Endre
- Kóti Árpád
- Kránitz Lajos
- Koós Olga
- Mádi Szabó Gábor
- Máriáss József
- Meister Éva
- Mensáros László
- Móricz Lili
- Cs. Németh Lajos
- Orbán Tibor
- Papp Zoltán
- Pásztor Erzsi
- Peczkay Endre
- Piróth Gyula
- Polgár Géza,
- Somogyvári Rudolf,
- Szabó Ildikó,
- Szakácsi Sándor
- Sarlai Imre
- Sebestyén Éva
- Székely Gábor
- Szombathy Gyula
- Temessy Hédi
- Téri Árpád
- Tímár Éva
- Törőcsik Mari,
- Udvaros Dorottya,
- Usztics Mátyás,
- Végvári Tamás
- Veszeley Mária